# 마이클 랜디스
마이클 랜디스(Michael Landes, 1972년 9월 18일 ~ )는 미국의 배우이다.

## 출연 작품

### 영화
- 13번째 여인 (2005)
- 샷 콜러 (2017) - 스티브 역
- 매리 (2019) - 산프리 역